# Lista planetelor minore/25401–25500
Aceasta este Lista planetelor minore/25401–25500; pentru a naviga prin lista completă vezi Lista planetelor minore.
Pentru ale detalii vezi și Proiect:Astronomie sau Portal:Astronomie.
| Nume                | Denumire provizorie | Data descoperirii | Locul descoperirii     | Descoperitor(i)                         |
| ------------------- | ------------------- | ----------------- | ---------------------- | --------------------------------------- |
| 25401 -             | 1999 VY24           | 13 noiembrie 1999 | Oizumi                 | T. Kobayashi                            |
| 25402 Angelanorse   | 1999 VA27           | 3 noiembrie 1999  | Socorro                | LINEAR                                  |
| 25403 Carlapiazza   | 1999 VE31           | 3 noiembrie 1999  | Socorro                | LINEAR                                  |
| 25404 Shansample    | 1999 VU31           | 3 noiembrie 1999  | Socorro                | LINEAR                                  |
| 25405 Jeffwidder    | 1999 VM32           | 3 noiembrie 1999  | Socorro                | LINEAR                                  |
| 25406 Debwysocki    | 1999 VR32           | 3 noiembrie 1999  | Socorro                | LINEAR                                  |
| 25407 -             | 1999 VM34           | 3 noiembrie 1999  | Socorro                | LINEAR                                  |
| 25408 -             | 1999 VB35           | 3 noiembrie 1999  | Socorro                | LINEAR                                  |
| 25409 -             | 1999 VD36           | 3 noiembrie 1999  | Socorro                | LINEAR                                  |
| 25410 Abejar        | 1999 VG36           | 3 noiembrie 1999  | Socorro                | LINEAR                                  |
| 25411 -             | 1999 VM37           | 3 noiembrie 1999  | Socorro                | LINEAR                                  |
| 25412 Arbesfeld     | 1999 VZ38           | 10 noiembrie 1999 | Socorro                | LINEAR                                  |
| 25413 Dorischen     | 1999 VE39           | 10 noiembrie 1999 | Socorro                | LINEAR                                  |
| 25414 Cherkassky    | 1999 VH48           | 3 noiembrie 1999  | Socorro                | LINEAR                                  |
| 25415 Jocelyn       | 1999 VL53           | 3 noiembrie 1999  | Socorro                | LINEAR                                  |
| 25416 Chyanwen      | 1999 VY58           | 4 noiembrie 1999  | Socorro                | LINEAR                                  |
| 25417 Coquillette   | 1999 VZ65           | 4 noiembrie 1999  | Socorro                | LINEAR                                  |
| 25418 Deshmukh      | 1999 VG66           | 4 noiembrie 1999  | Socorro                | LINEAR                                  |
| 25419               | 1999 VC72           | 11 noiembrie 1999 | Xinglong⁠(d)            | Beijing Schmidt CCD Asteroid Program⁠(d) |
| 25420 -             | 1999 VN81           | 5 noiembrie 1999  | Socorro                | LINEAR                                  |
| 25421 Gafaran       | 1999 VL86           | 5 noiembrie 1999  | Socorro                | LINEAR                                  |
| 25422 Abigreene     | 1999 VL111          | 9 noiembrie 1999  | Socorro                | LINEAR                                  |
| 25423 -             | 1999 VS127          | 9 noiembrie 1999  | Kitt Peak              | Spacewatch                              |
| 25424 Gunasekaran   | 1999 VQ158          | 14 noiembrie 1999 | Socorro                | LINEAR                                  |
| 25425 Chelsealynn   | 1999 VR169          | 14 noiembrie 1999 | Socorro                | LINEAR                                  |
| 25426 Alexanderkim  | 1999 VU169          | 14 noiembrie 1999 | Socorro                | LINEAR                                  |
| 25427 Kratchmarov   | 1999 VP170          | 14 noiembrie 1999 | Socorro                | LINEAR                                  |
| 25428 Lakhanpal     | 1999 VM172          | 14 noiembrie 1999 | Socorro                | LINEAR                                  |
| 25429 -             | 1999 VM187          | 15 noiembrie 1999 | Socorro                | LINEAR                                  |
| 25430 Ericlarson    | 1999 VT189          | 15 noiembrie 1999 | Socorro                | LINEAR                                  |
| 25431 -             | 1999 VW194          | 2 noiembrie 1999  | Catalina               | CSS                                     |
| 25432 Josepherli    | 1999 VG225          | 5 noiembrie 1999  | Socorro                | LINEAR                                  |
| 25433 -             | 1999 WM2            | 26 noiembrie 1999 | Višnjan Observatory⁠(d) | K. Korlević                             |
| 25434 -             | 1999 WS2            | 29 noiembrie 1999 | Kleť                   | Kleť                                    |
| 25435 -             | 1999 WX3            | 28 noiembrie 1999 | Oizumi                 | T. Kobayashi                            |
| 25436 -             | 1999 WE4            | 28 noiembrie 1999 | Oizumi                 | T. Kobayashi                            |
| 25437 -             | 1999 WP4            | 28 noiembrie 1999 | Oizumi                 | T. Kobayashi                            |
| 25438 -             | 1999 WY5            | 30 noiembrie 1999 | Socorro                | LINEAR                                  |
| 25439 -             | 1999 WV6            | 28 noiembrie 1999 | Višnjan Observatory⁠(d) | K. Korlević                             |
| 25440 -             | 1999 WR7            | 28 noiembrie 1999 | Višnjan Observatory    | K. Korlević                             |
| 25441 -             | 1999 WG8            | 28 noiembrie 1999 | Kvistaberg⁠(d)          | Uppsala-DLR Asteroid Survey⁠(d)          |
| 25442 -             | 1999 WQ9            | 30 noiembrie 1999 | Oizumi                 | T. Kobayashi                            |
| 25443 -             | 1999 WC10           | 30 noiembrie 1999 | Oizumi                 | T. Kobayashi                            |
| 25444 -             | 1999 WL13           | 29 noiembrie 1999 | Višnjan Observatory⁠(d) | K. Korlević                             |
| 25445 -             | 1999 XK1            | 2 decembrie 1999  | Oizumi                 | T. Kobayashi                            |
| 25446 -             | 1999 XF2            | 4 decembrie 1999  | Gekko⁠(d)               | T. Kagawa⁠(d)                            |
| 25447 -             | 1999 XE4            | 4 decembrie 1999  | Catalina               | CSS                                     |
| 25448 -             | 1999 XJ4            | 4 decembrie 1999  | Catalina               | CSS                                     |
| 25449 -             | 1999 XN6            | 4 decembrie 1999  | Catalina               | CSS                                     |
| 25450 -             | 1999 XQ7            | 4 decembrie 1999  | Fountain Hills⁠(d)      | C. W. Juels⁠(d)                          |
| 25451 -             | 1999 XC8            | 3 decembrie 1999  | Oizumi                 | T. Kobayashi                            |
| 25452 -             | 1999 XS10           | 5 decembrie 1999  | Catalina               | CSS                                     |
| 25453 -             | 1999 XU11           | 6 decembrie 1999  | Catalina               | CSS                                     |
| 25454 -             | 1999 XN12           | 5 decembrie 1999  | Socorro                | LINEAR                                  |
| 25455 Anissamak     | 1999 XP12           | 5 decembrie 1999  | Socorro                | LINEAR                                  |
| 25456 Caitlinmann   | 1999 XQ12           | 5 decembrie 1999  | Socorro                | LINEAR                                  |
| 25457 Mariannamao   | 1999 XH13           | 5 decembrie 1999  | Socorro                | LINEAR                                  |
| 25458 -             | 1999 XT13           | 5 decembrie 1999  | Socorro                | LINEAR                                  |
| 25459 -             | 1999 XL14           | 5 decembrie 1999  | Socorro                | LINEAR                                  |
| 25460 -             | 1999 XX15           | 6 decembrie 1999  | Višnjan Observatory⁠(d) | K. Korlević                             |
| 25461 -             | 1999 XR18           | 3 decembrie 1999  | Socorro                | LINEAR                                  |
| 25462 Haydenmetsky  | 1999 XV18           | 3 decembrie 1999  | Socorro                | LINEAR                                  |
| 25463 -             | 1999 XJ21           | 5 decembrie 1999  | Socorro                | LINEAR                                  |
| 25464 Maxrabinovich | 1999 XA24           | 6 decembrie 1999  | Socorro                | LINEAR                                  |
| 25465 Rajagopalan   | 1999 XT25           | 6 decembrie 1999  | Socorro                | LINEAR                                  |
| 25466 -             | 1999 XG31           | 6 decembrie 1999  | Socorro                | LINEAR                                  |
| 25467 -             | 1999 XV32           | 6 decembrie 1999  | Socorro                | LINEAR                                  |
| 25468 Ramakrishna   | 1999 XS33           | 6 decembrie 1999  | Socorro                | LINEAR                                  |
| 25469 Ransohoff     | 1999 XC34           | 6 decembrie 1999  | Socorro                | LINEAR                                  |
| 25470 -             | 1999 XW35           | 6 decembrie 1999  | Ametlla de Mar⁠(d)      | J. Nomen⁠(d)                             |
| 25471 -             | 1999 XZ35           | 6 decembrie 1999  | Oizumi                 | T. Kobayashi                            |
| 25472 Joanoro       | 1999 XL36           | 6 decembrie 1999  | Ametlla de Mar⁠(d)      | J. Nomen⁠(d)                             |
| 25473 -             | 1999 XJ38           | 3 decembrie 1999  | Uenohara⁠(d)            | N. Kawasato⁠(d)                          |
| 25474 -             | 1999 XO38           | 8 decembrie 1999  | Socorro                | LINEAR                                  |
| 25475 Lizrao        | 1999 XY40           | 7 decembrie 1999  | Socorro                | LINEAR                                  |
| 25476 Sealfon       | 1999 XU42           | 7 decembrie 1999  | Socorro                | LINEAR                                  |
| 25477 Preyashah     | 1999 XC44           | 7 decembrie 1999  | Socorro                | LINEAR                                  |
| 25478 Shrock        | 1999 XR45           | 7 decembrie 1999  | Socorro                | LINEAR                                  |
| 25479 Ericshyu      | 1999 XD54           | 7 decembrie 1999  | Socorro                | LINEAR                                  |
| 25480 -             | 1999 XB67           | 7 decembrie 1999  | Socorro                | LINEAR                                  |
| 25481 Willjaysun    | 1999 XU68           | 7 decembrie 1999  | Socorro                | LINEAR                                  |
| 25482 Tallapragada  | 1999 XM72           | 7 decembrie 1999  | Socorro                | LINEAR                                  |
| 25483 Trusheim      | 1999 XF74           | 7 decembrie 1999  | Socorro                | LINEAR                                  |
| 25484 -             | 1999 XL75           | 7 decembrie 1999  | Socorro                | LINEAR                                  |
| 25485 -             | 1999 XY75           | 7 decembrie 1999  | Socorro                | LINEAR                                  |
| 25486 Michaelwham   | 1999 XF81           | 7 decembrie 1999  | Socorro                | LINEAR                                  |
| 25487 -             | 1999 XU82           | 7 decembrie 1999  | Socorro                | LINEAR                                  |
| 25488 Figueiredo    | 1999 XD83           | 7 decembrie 1999  | Socorro                | LINEAR                                  |
| 25489 -             | 1999 XN83           | 7 decembrie 1999  | Socorro                | LINEAR                                  |
| 25490 Kevinkelly    | 1999 XN84           | 7 decembrie 1999  | Socorro                | LINEAR                                  |
| 25491 Meador        | 1999 XS84           | 7 decembrie 1999  | Socorro                | LINEAR                                  |
| 25492 Firnberg      | 1999 XF85           | 7 decembrie 1999  | Socorro                | LINEAR                                  |
| 25493 -             | 1999 XG85           | 7 decembrie 1999  | Socorro                | LINEAR                                  |
| 25494 -             | 1999 XV86           | 7 decembrie 1999  | Socorro                | LINEAR                                  |
| 25495 Michaelroddy  | 1999 XW86           | 7 decembrie 1999  | Socorro                | LINEAR                                  |
| 25496 -             | 1999 XY86           | 7 decembrie 1999  | Socorro                | LINEAR                                  |
| 25497 Brauerman     | 1999 XV87           | 7 decembrie 1999  | Socorro                | LINEAR                                  |
| 25498 -             | 1999 XJ88           | 7 decembrie 1999  | Socorro                | LINEAR                                  |
| 25499 -             | 1999 XR88           | 7 decembrie 1999  | Socorro                | LINEAR                                  |
| 25500 -             | 1999 XF91           | 7 decembrie 1999  | Socorro                | LINEAR                                  |